# 保罗·尼汉斯
保罗·尼汉斯（德語：Paul Niehans，1882年11月21日—1971年9月1日）是一名瑞士外科醫生，專門從事再生醫學研究。他是一種稱為尼漢斯法或新鮮細胞療法的開發者之一。他通過一些谣言名声大震，那些谣言宣称其治疗了國家領導人和名人，例如教宗庇護十二世、伊本·沙烏地國王、康拉德·艾德諾和查理·卓別林。

## 生平

### 早期生活
尼漢斯於1882年11月21日在伯恩出生，父親是一名醫生。他最初學習神學，但很快就對宗教生活感到不滿，轉而學習醫學。他首先在伯恩學習，然後在蘇黎世完成實習。尼漢斯於1912年加入瑞士軍隊。

### 醫學生涯
當巴爾幹半島的戰爭爆發後，尼漢斯在南斯拉夫的貝爾格萊德建立了一家醫院。由於對亞歷克西·卡雷爾的實驗感到好奇，尼漢斯專門從事腺體移植手術。到了1925年，他成為歐洲主要的腺體外科醫生之一。1931年，尼漢斯治療了一名患有手足抽搐症的病人，她的副甲狀腺被另一名醫生錯誤地切除。由於身體過於虛弱，無法進行腺體移植，於是給病人注射了公牛的副甲狀腺，她很快就康復了。
1937年，受神經外科醫生哈維·庫興工作的影響，尼漢斯首先使用腦細胞，來自下丘腦和腦下垂體的細胞。從1948年開始，他還使用肝臟、胰臟、腎臟、心臟、十二指腸、胸腺和脾臟細胞。1949年，他開始使用凍乾（冷凍乾燥）細胞，而不僅僅是新鮮細胞。1953年，尼漢斯為教皇庇護十二世治療，教皇為了感謝他，任命他為教皇科學院的成員。在美國，由於安全問題和缺乏對其有效性的證明，它在法律上並不適用

## 新鮮細胞療法
新鮮細胞療法（也被稱為細胞療法或活細胞療法），由尼漢斯在1930年代開發，包括從羊胚胎中萃取羊胎素，並直接注射到人的臀部。沒有證據表明該療法對任何健康問題有幫助，且已經有幾起包括死亡在內的嚴重不良反應的例子。
尼漢斯將新鮮細胞療法作為一種癌症治療方法進行推廣。1963年，美國癌症協會進行調查，發現「沒有證據表明使用新鮮細胞療法進行治療會帶來任何客觀的好處」。新鮮細胞療法被醫學專家認為是一種未經證實的癌症治療方法和偽醫療。

## 延伸閱讀
- 保罗·尼汉斯（德国国家图书馆目录相关文献）
- Gilles Lambert. (1959). Conquest of Age: The Extraordinary Story of Dr. Paul Niehans. Rinehart.
- E. Wolff: Vor 50 Jahren: Paul Niehans bringt den Begriff «Zellulartherapie» in die Öffentlichkeit. In: Schweizerische Ärztezeitung / Bulletin des médecins suisses / Bollettino dei medici svizzeri. 2002;83: Nr 32/33, S. 1726f. (Text als pdf-Datei （页面存档备份，存于）)
- 保罗·尼汉斯在《瑞士歷史辭典》的德語 （页面存档备份，存于）、法語 （页面存档备份，存于）及義大利語 （页面存档备份，存于）資料

## 外部連結
- 保羅·尼漢斯在[]德國保羅·尼漢斯實驗室健康中心的傳記
- 瑞士保羅·尼漢斯診所 （页面存档备份，存于）